# Abbazia di Léoncel
L'abbazia di Santa Maria di Léoncel (in francese: abbaye Sainte-Marie de Léoncel) è un'abbazia cistercense di Léoncel, nel dipartimento della Drôme.
Fu fondata nel 1137 come filiazione di Bonnevaux, della linea di Cîteaux. Fu chiusa nel 1791.